# Руске казнене војне јединице
Руске казнене војне јединице регрутоване су током руске инвазије на Украјину.
Руска паравојна група Вагнер је је почевши од 2022. године, повећала своје снаге за око 40.000 људи, регрутујући из затвора. Према писању Њујорк тајмса, Вагнерова кампања регрутовања у затвору почела је почетком јула 2022, када се Пригожин лично појавио у затворима у околини Санкт Петербурга и понудио уговоре затвореницима. Међутим, Вагнер група је изгубила приступ затворима у фебруару 2023. усред раскола са руским Министарством одбране. Само руско Министарство одбране је наводно почело да регрутује затворенике у октобру 2022.
У априлу 2023. године појавиле су се информације о стварању јединица "Олуја-Z" од стране Министарства одбране. После само десет до петнаест дана обуке, ове јединице су прикључене редовним руским снагама које пате од борбеног умора. Владимир Путин је 24. јуна 2023. потписао закон о регрутовању осуђеника на уговорну службу у Министарству одбране, распуштајући Олују-Z и замењујући је новим јединицама Олуја-V.

## Мотиви
Министарство одбране Уједињеног Краљевства описало је регрутацију као део „ширих, интензивних напора руске војске да повећа свој број, истовремено покушавајући да избегне спровођење нове обавезне мобилизације, која би била веома непопуларна у руској јавности“.
Институт за проучавање рата (ISW) саопштио је да је повећање броја регрутованих из затвора у јуну 2023. године дошло „у светлу значајних губитака у Украјини“.

## Употреба
У говору затвореницима у септембру 2022, Јевгениј Пригожин, вођа Вагнер групе, рекао је да ће регрути бити коришћени као шок трупе, које предводе нападе и на себе преузимају тешке жртве. Стручњаци и заробљени Вагнерови војници рекли су да су регрути коришћени као "нешто више од топовског меса".
Хиљаде војника осуђеника у редовима Вагнера одиграло је кључну улогу у бици код Бахмута, учествујући у таласним нападима на украјинске положаје. Украјински медији наводе да су елитнији, добро обучени команданти Вагнерових група осуђене „бацали на фронт после 2-3 недеље лоше обуке, да их користе као топовско месо“.
У говору у септембру 2022. Пригожин је такође рекао да ће сваки затвореник који се придружи и потом покуша да побегне из службе бити „сматран дезертером и стрељан“. У марту 2023, стручњаци Уједињених нација изразили су забринутост због навода да су регрути „редовно праћени и малтретирани од стране својих претпостављених“, и рекли да имају информације да је „неколико регрута погубљено због покушаја бекства и, у другим случајевима, озбиљно повређени у јавности као упозорење другим регрутима“. Они су ту тактику описали као кршење људских права и рекли да то "може представљати ратне злочине".
До марта 2023. године, британско Министарство одбране је саопштило да је око половина затвореника регрутованих у Вагнер убијена или рањена у Украјини. У новембру 2023. године, британски обавештајци су приметили да су руски команданти често кажњавали војнике који злоупотребљавају дрогу и алкохол терајући их да се боре у одредима Олуја-Z.

## Ослобађање затвореника и последице
Према уговору са групом Вагнер, затвореници који преживе шестомесечни рок на фронту пуштају се на слободу и добијају помиловање за своје злочине. У августу 2023., осуђени злочинац, ослобођен након борбе за Вагнер, ухапшен је под оптужбом да је избо шест особа на смрт у граду Деревјаноје у руској Републици Карелији.

Док је многим руским затвореницима регрутованим од стране Вагнера и Олуја-Z гарантовано ослобађање ако преживе шестомесечни уговор, они који се придруже новим јединицама Олуја-V морају да служе до краја сукоба.